# Distretto di Murgul
Il distretto di Murgul (in turco Murgul ilçesi) è uno dei distretti della provincia di Artvin, in Turchia.